# Csőröscetfélék
A csőröscetfélék (Ziphiidae) az emlősök (Mammalia) osztályának párosujjú patások (Artiodactyla) rendjébe, ezen belül a cetek (Cetacea) alrendágába tartozó család.
A családba 23 recens faj tartozik.
Öregcsaládjának az egyetlen családja. A csőröscetféléké a delfinféléké (Delphinidae) után a második legnépesebb fogascetcsoport, azonban néhányuk kivételével alig ismertek, a biológusok keveset tudnak róluk. Az ősfogascetek ágáról korán levált csoport különleges testfelépítésű és életmódú tagjai. Az eddigi ismeretek szerint a legkorábbi fajok körülbelül a középső miocén korszakában jelentek meg, nagyjából 15 millió évvel ezelőtt.

## Rendszerezés
A családba az alábbi 3 alcsalád, 6 élő nem és 29 fosszilis nem tartozik:
- Az alábbi fosszilis nemek bazális, azaz kezdetleges csoportokat alkotnak:
  - †Aporotus
  - †Beneziphius Lambert, 2005 - késő miocén-pliocén; Belgium, Spanyolország
  - †Chavinziphius Bianucci, 2016 - késő miocén; Peru[1]
  - †Chimuziphius
  - †Choneziphius Duvernoy, 1851 - miocén; Észak-Atlanti-óceán mindkét partja
  - †Dagonodum Ramassamy, 2016 - késő miocén; Dánia[2]
  - †Globicetus Bianucci et al.,  2013 - miocén; Spanyolország, Portugália
  - †Imocetus Bianucci et al., 2013 - miocén; Spanyolország, Portugália
  - †Messapicetus Bianucci & Landini, 1992 - késő miocén; Olaszország, Peru
  - †Ninoziphius
  - †Notoziphius
  - †Tusciziphius Bianucci 1997 - miocén-pliocén; Olaszország, USA
  - †Ziphirostrum

- Berardiinae Moore, 1968 - alcsalád
  - †Archaeoziphius Lambert, 2006 - középső miocén; Belgium[3]
  - Berardius Duvernoy, 1851
  - †Microberardius Bianucci et al., 2007 - miocén; Dél-afrikai Köztársaság

- Hyperoodontinae Muizon, 1991 - alcsalád
  - †Africanacetus Bianucci et al., 2007 - késő miocén-kora pliocén; Dél-afrikai Köztársaság, Brazília[4]
  - †Belemnoziphius
  - Hyperoodon Lacépède, 1804 - miocén-jelen; Észak-Atlanti-óceán és Déli-óceán
  - †Ihlengesi
  - Indopacetus Moore, 1968[5]
  - †Khoikhoicetus Bianucci, Lambert & Post, 2007 - miocén; Dél-afrikai Köztársaság, Kerguelen-szigetek[6][7]
  - Mesoplodon Gervais, 1850
  - †Nenga
  - †Pterocetus
  - †Xhosacetus

- Ziphiinae J. E. Gray, 1850 - alcsalád
  - †Caviziphius
  - †Izikoziphius
  - †Nazcacetus
  - Tasmacetus Oliver, 1937
  - Ziphius G. Cuvier, 1823 - típusnem; pliocén-jelen; Világszerte[8]

- Az alábbi nemi szintű taxonok szintén a csőröscetfélék családjába tartoznak, azonban még nincsenek alcsaládokba foglalva, azaz incertae sedis besorolásúak:
  - †Anoplonassa
  - †Cetorhynchus
  - †Eboroziphius
  - †Pelycorhamphus

## Fordítás
- Ez a szócikk részben vagy egészben  a   Beaked whale című angol Wikipédia-szócikk ezen változatának fordításán alapul.  Az eredeti cikk szerkesztőit annak laptörténete sorolja fel. Ez a jelzés csupán a megfogalmazás eredetét és a szerzői jogokat jelzi, nem szolgál a cikkben szereplő információk forrásmegjelöléseként.
- Ez a szócikk részben vagy egészben  a   List_of_extinct_cetaceans#Suborder_Odontoceti című angol Wikipédia-szócikk ezen változatának fordításán alapul.  Az eredeti cikk szerkesztőit annak laptörténete sorolja fel. Ez a jelzés csupán a megfogalmazás eredetét és a szerzői jogokat jelzi, nem szolgál a cikkben szereplő információk forrásmegjelöléseként.